# Émile Vaudremer
Joseph Auguste Émile Vaudremer est un architecte français né à Paris le 6 février 1829 et mort à Antibes le 7 février 1914.
Lauréat du prix de Rome, il est l'auteur d'un grand nombre de bâtiments publics en France.

## Biographie
Entrée à l'École nationale supérieure des beaux-arts en 1847, Émile Vaudremer fréquente notamment l'atelier de Guillaume Abel Blouet. Il devient second premier grand Prix de Rome en 1854 avec un édifice consacré à la sépulture des souverains d'un grand empire, derrière Paul Émile Bonnet premier grand prix, et devant François-Philippe Boitte second prix. Il réside à la villa Médicis du 20 janvier 1855 au 31 décembre 1858.
Il mène une carrière d'architecte officiel, multipliant les fonctions prestigieuses, notamment architecte de la Ville de Paris, inspecteur général des bâtiments, membre du Conseil supérieur des prisons et du Conseil des collèges et des lycées, architecte diocésain d'Agen, Lyon, Fréjus et Ajaccio, puis enseignant à l'École nationale supérieure des beaux-arts, où il dirige son propre atelier. Il a notamment pour élève l'architecte américain Louis Sullivan en 1874.
Il est à l'origine d'un certain nombre de bâtiments parisiens typiques du XIXe siècle : des lycées, des églises et une prison (notamment la prison de la Santé, l'église Notre-Dame-d'Auteuil, l'église Saint-Pierre-de-Montrouge, le lycée Buffon).
Il est élu en 1867 au 7e fauteuil de l'Académie des beaux-arts, section architecture, en lieu et place d'Alphonse de Gisors. Il est enterré au cimetière Saint-Véran à Avignon.
Le sculpteur Henri Chapu a réalisé son portrait en médaillon de bronze que l'on trouve dans les collections de l'Académie d'architecture.

## Principales réalisations
- 1861-1867 : maison d'arrêt de la Santé dans le 14e arrondissement de Paris.
- 1865-1870 : église Saint-Pierre-de-Montrouge dans le 14e arrondissement de Paris (inscrite MH)[4].
- 1873 : école primaire de la Ville de Paris, aujourd'hui collège Alberto Giacometti dans le 14e arrondissement de Paris.
- 1873 : monument commémoratif de la Bataille de Champigny à Champigny-sur-Marne (Val-de-Marne)[5].
- 1877-1879 : temple protestant de Belleville, 97, rue Julien-Lacroix dans le 20e arrondissement de Paris.
- 1877-1892 : église Notre-Dame-d'Auteuil dans le 16e arrondissement de Paris.
- 1879 : palais épiscopal de Beauvais.
- 1882 : villa Collin pour l'ami horloger de l'architecte Armand Collin à Fourqueux (Yvelines) (classée MH)[6].
- 1882-1887 : lycée de garçons, actuel lycée Champollion à Grenoble .
- 1883-1886 : lycée de jeunes filles, actuel lycée Michelet à Montauban.
- 1885 : collège Guettard à Étampes (Essonne)[7].
- 1885-1888 : lycée de garçons, aujourd'hui lycée Buffon dans le 15e arrondissement de Paris.
- 1886-1888 : ancien lycée de jeunes filles, actuel lycée Molière dans le 16e arrondissement de Paris.
- 1890-1895 : église orthodoxe grecque, 5-7, rue Georges-Bizet dans le 16e arrondissement de Paris  (inscrite MH)[8].
- 1895 : hôtel particulier dit Dieulafoy, 12, rue Chardin, dans le 16e arrondissement de Paris.
- 1895 : asile de vieillards Paul-Schilizzi[9], devenu le foyer Jean-Bosco (entrée principale 23 rue de Varize, article où est détaillée l'histoire du site).
- 1897 : immeuble, 27, avenue Georges-Mandel, dans le 16e arrondissement de Paris (inscrit MH).
- 1900-1903 : église Saint-Antoine des Quinze-Vingts dans le 12e arrondissement de Paris.
- Pont sur un chemin de fer, graphite, plume, encre noire et aquarelle, 39,3 × 25,4 cm, concours d'émulation des Beaux-Arts de Paris de 1852[10]. Paris, Beaux-Arts de Paris[11].

Réalisations d'Émile Vaudremer
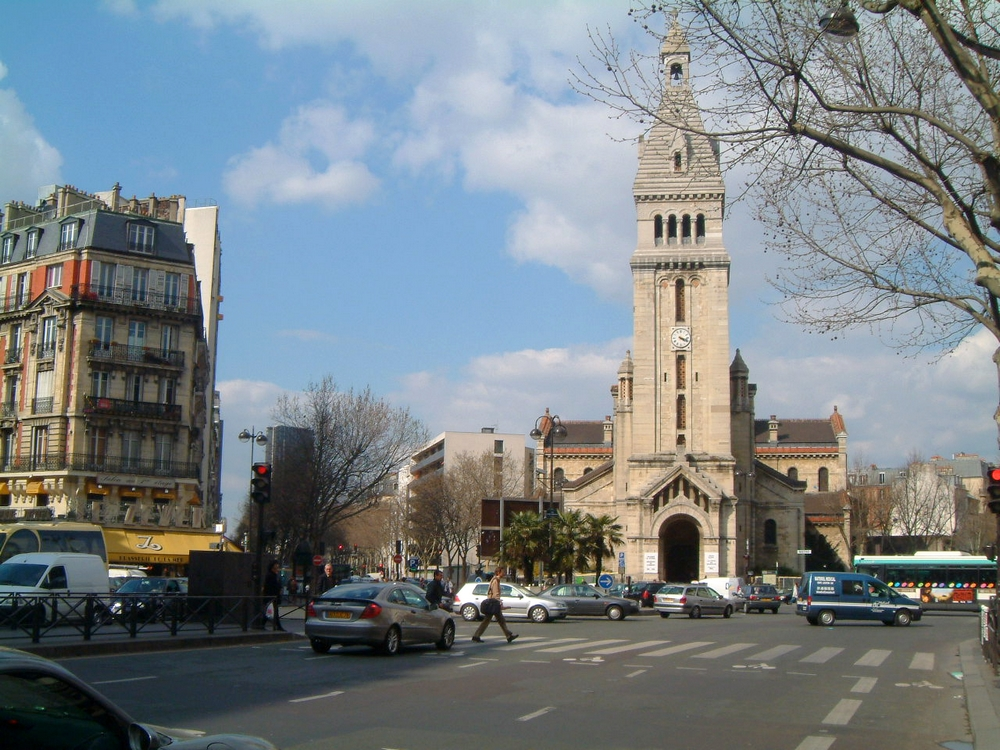
Église Saint-Pierre-de-Montrouge, Paris.
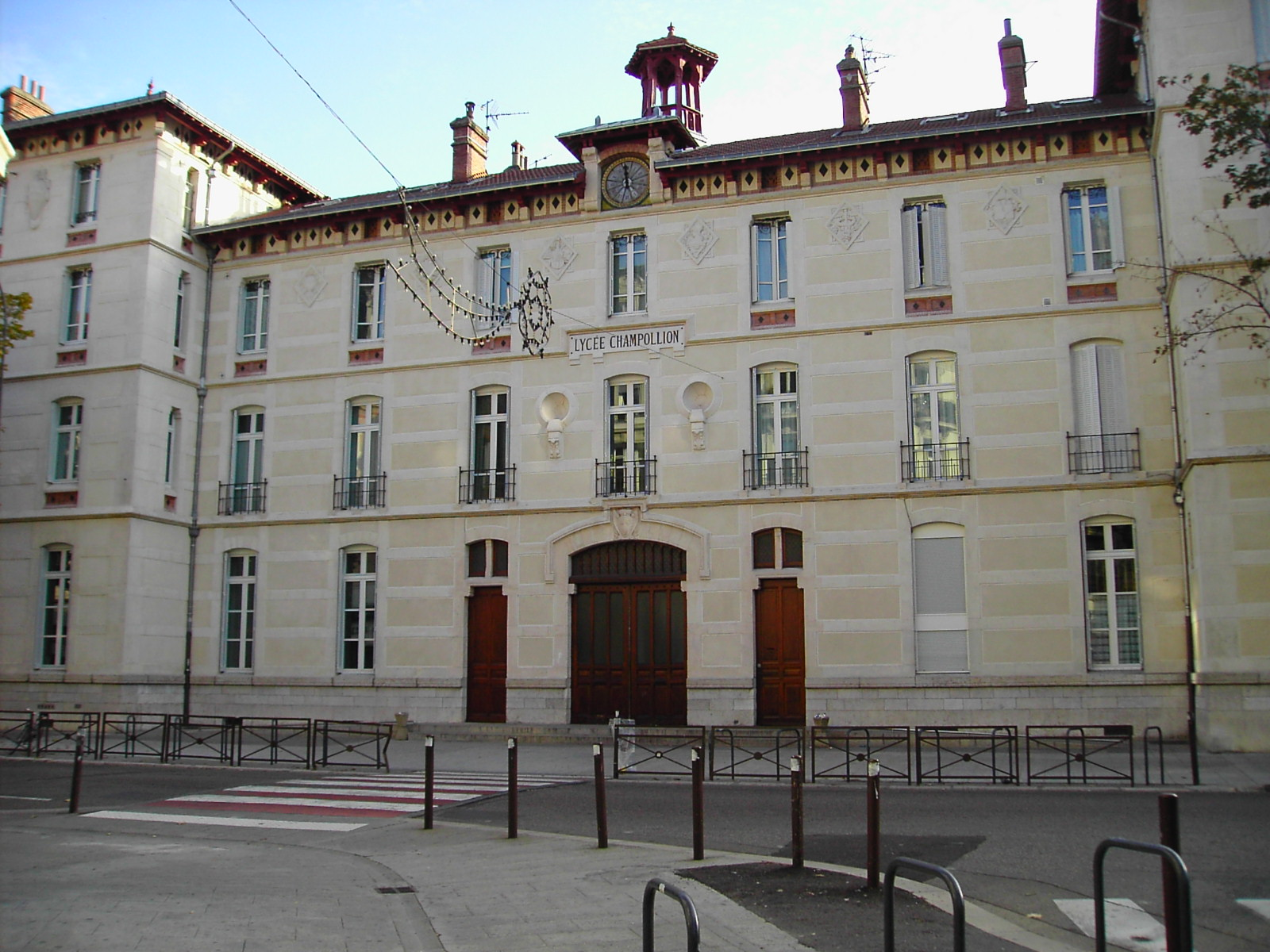
Lycée Champollion, Grenoble.
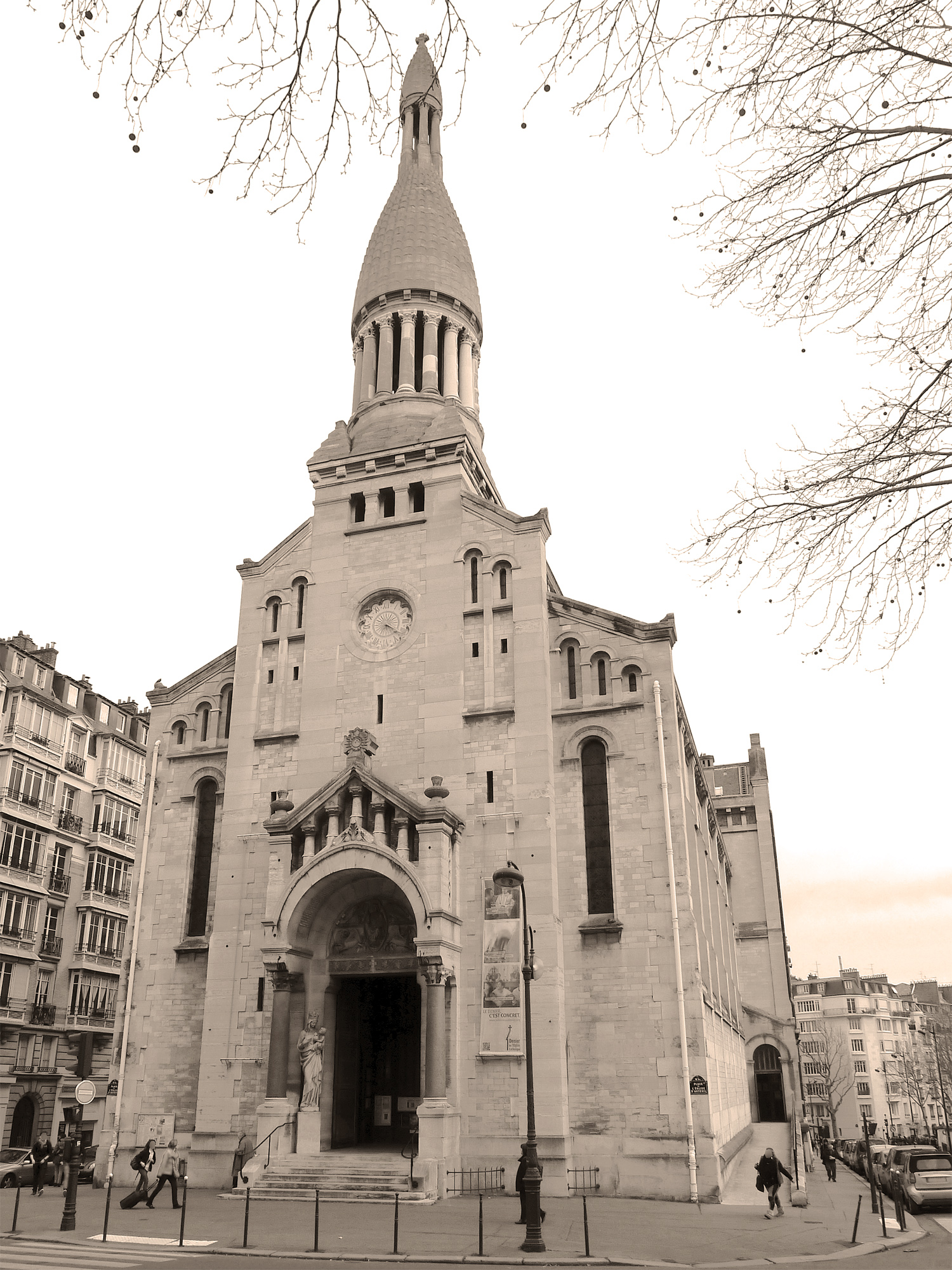
Église Notre-Dame-d'Auteuil, Paris.
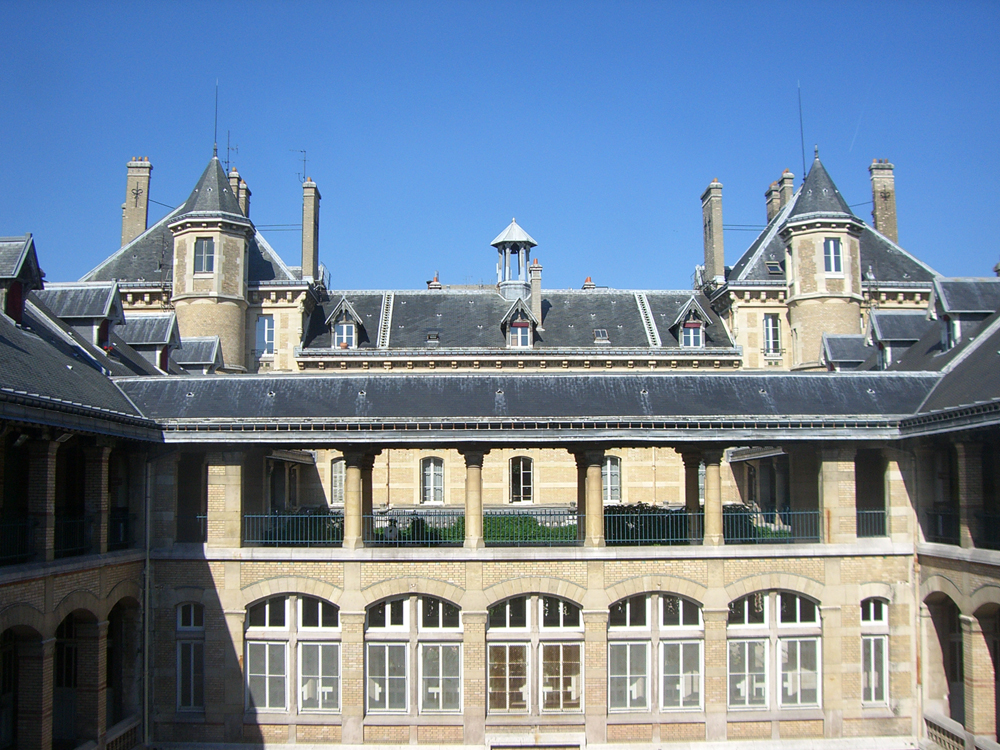
Cour centrale du lycée Buffon, Paris.

## Élèves
- Gabriel Héraud, en 1889.
- Louis Sullivan, en 1874.